# Virslīga 1995
L'edizione 1995 della Virslīga fu la 4ª del massimo campionato lettone di calcio dalla ritrovata indipendenza e la 21ª con questa denominazione; vide la vittoria finale dello Skonto Rīga, giunto al suo quarto titolo.
Capocannoniere del torneo fu Vitālijs Astafjevs (Skonto Rīga), con 19 reti.

## Stagione

### Novità
Il fallimento di Gemma e Paradaugava e la fusione tra DAG Riga e Liepāja fecero scendere le squadre da 12 a 10: infatti, le sole nuove squadre iscritte fu la neo promossa Kvadrats, vincitrice della 1. Līga 1994 e lo Starts, seconda classificata.

### Formula
La formula variò sostanzialmente rispetto alla stagione precedente; il campionato fu diviso in due fasi: nella prima le squadre si incontrarono in un unico girone con turni di andata e ritorno per un totale di 18 turni; le prime sei classificate erano ammesse nella seconda fase alla poule scudetto, mentre le ultime quattro disputavano la poule retrocessione.
In questa seconda fase le squadre si incontrarono in turni di andata e ritorno per un totale di 10 turni per la poule scudetto e 8 per quella della retrocessione; i punteggi della prima fase erano conservati nella seconda. Venivano retrocesse le squadre classificate agli ultimi due posti. In entrambe le fasi erano assegnati tre punti alla vittoria (introdotti per la prima volta da questa stagione), un punto al pareggio e zero per la sconfitta.
Le ultime due classificate retrocessero in 1. Līga.

## Squadre partecipanti
| Club               | Città      | Stagione precedente                            |
| ------------------ | ---------- | ---------------------------------------------- |
| Amstrig Rīga       | Riga       | 7° in Virslīga                                 |
| DAG Liepāja        | Liepāja    | 3° in Virslīga come DAG Riga, 11° come Liepaja |
| Kvadrats           | Riga       | 1° in 1. Līga, promossa                        |
| Olimpija Rīga      | Riga       | 4° in Virslīga                                 |
| RAF Jelgava        | Jelgava    | 2° in Virslīga                                 |
| Skonto             | Riga       | Campione lettone                               |
| Skonto/Metāls Rīga | Riga       | 8° in Virslīga                                 |
| Starts             | Brocēni    | 2° in 1. Līga, ripescato                       |
| Vairogs Rēzekne    | Rēzekne    | 5° in Virslīga                                 |
| Vilan-D            | Daugavpils | 9° in Virslīga                                 |

## Prima fase

### Classifica finale
| Pos. | Squadra            | Pt | G  | V  | N | P  | GF | GS | DR  |
| ---- | ------------------ | -- | -- | -- | - | -- | -- | -- | --- |
| 1.   | Skonto             | 50 | 18 | 16 | 2 | 0  | 59 | 8  | +51 |
| 2.   | RAF Jelgava        | 39 | 18 | 12 | 3 | 3  | 33 | 13 | +20 |
| 3.   | Starts             | 31 | 18 | 9  | 4 | 5  | 21 | 18 | +3  |
| 4.   | Vilan-D            | 29 | 18 | 9  | 2 | 7  | 31 | 22 | +9  |
| 5.   | Vairogs Rēzekne    | 24 | 18 | 6  | 6 | 6  | 28 | 21 | +7  |
| 6.   | Amstrig Rīga       | 20 | 18 | 5  | 5 | 8  | 26 | 25 | +1  |
| 7.   | Skonto/Metāls Rīga | 19 | 18 | 5  | 4 | 9  | 25 | 42 | -17 |
| 8.   | DAG-Liepāja        | 18 | 18 | 4  | 6 | 8  | 19 | 28 | -9  |
| 9.   | Olimpija Rīga      | 18 | 18 | 5  | 3 | 10 | 24 | 40 | -16 |
| 10.  | Kvadrats           | 4  | 18 | 1  | 1 | 16 | 10 | 58 | -48 |

### Verdetti
- Skonto, RAF Jelgava, Starts, Vilan-D, Vairogs Rezekne e Amstrig alla poule scudetto.
- Kvadrats, Olimpija Rīga, DAG-Liepāja e Skonto/Metāls alla poule retrocessione.

## Seconda fase

### Poule scudetto
|                     | Pos. | Squadra         | Pt | G  | V  | N | P  | GF | GS | DR  |
| ------------------- | ---- | --------------- | -- | -- | -- | - | -- | -- | -- | --- |
| Lettonia (bandiera) | 1.   | Skonto          | 78 | 28 | 25 | 3 | 0  | 99 | 15 | +84 |
|                     | 2.   | Vilan-D         | 51 | 28 | 16 | 3 | 9  | 45 | 30 | +15 |
|                     | 3.   | RAF Jelgava     | 48 | 28 | 14 | 6 | 8  | 40 | 28 | +12 |
|                     | 4.   | Starts          | 38 | 28 | 11 | 5 | 12 | 31 | 43 | -12 |
|                     | 5.   | Amstrig Rīga    | 35 | 28 | 9  | 8 | 11 | 47 | 38 | +9  |
|                     | 6.   | Vairogs Rēzekne | 28 | 28 | 7  | 7 | 14 | 35 | 52 | -17 |

### Poule retrocessione
|  | Pos. | Squadra            | Pt | G  | V | N | P  | GF | GS | DR  |
|  | ---- | ------------------ | -- | -- | - | - | -- | -- | -- | --- |
|  | 7.   | Skonto/Metāls Rīga | 28 | 24 | 8 | 4 | 12 | 37 | 51 | -14 |
|  | 8.   | DAG-Liepāja        | 28 | 24 | 7 | 7 | 10 | 26 | 34 | -8  |
|  | 9.   | Olimpija Rīga      | 20 | 24 | 5 | 5 | 14 | 29 | 57 | -28 |
|  | 10.  | Kvadrats           | 17 | 24 | 5 | 2 | 17 | 22 | 63 | -41 |

### Verdetti
- Skonto Rīga Campione di Lettonia 1995 e ammesso al primo turno preliminare di Coppa UEFA.
- RAF Jelgava (col nome di Universitate Riga) ammesso al turno preliminare di Coppa delle Coppe grazie alla vittoria in Coppa di Lettonia 1996.
- Vilan-D (col nome di Dinaburg) ammesso al primo turno preliminare di Coppa UEFA.
- Kvadrāts e Olimpija Rīga retrocessi in 1. Līga 1996.

## Risultati

### Tabellone

#### Prima fase
|               | SKO | RAF | STA | ViD | Vai | Ams | S/M | DAG | Oli | Kva |
| ------------- | --- | --- | --- | --- | --- | --- | --- | --- | --- | --- |
| Skonto        | --- | 5-0 | 0-0 | 3-0 | 1-0 | 3-2 | 2-1 | 4-0 | 7-1 | 6-1 |
| RAF Jelgava   | 0-1 | --- | 3-0 | 3-2 | 2-0 | 1-1 | 2-0 | 0-0 | 2-0 | 5-0 |
| Starts        | 0-3 | 0-4 | --- | 0-1 | 0-0 | 3-0 | 3-0 | 1-0 | 2-0 | 1-0 |
| Vilan-D       | 1-4 | 0-2 | 3-0 | --- | 1-2 | 0-1 | 4-0 | 2-0 | 3-1 | 2-1 |
| Vairogs       | 0-3 | 1-0 | 1-1 | 1-1 | --- | 1-2 | 1-1 | 1-1 | 3-3 | 2-0 |
| Amstrig       | 0-3 | 1-2 | 0-1 | 2-2 | 0-1 | --- | 2-0 | 0-1 | 2-3 | 1-1 |
| Skonto/Metals | 0-4 | 1-1 | 2-3 | 1-5 | 0-8 | 2-2 | --- | 3-1 | 4-3 | 2-0 |
| DAG-Liepaja   | 2-2 | 1-2 | 1-1 | 0-2 | 3-1 | 1-1 | 0-1 | --- | 2-0 | 3-2 |
| Olimpia       | 0-1 | 0-1 | 0-2 | 1-0 | 1-0 | 0-7 | 1-1 | 1-1 | --- | 3-0 |
| Kvadrats      | 0-7 | 0-3 | 0-3 | 0-2 | 1-5 | 0-2 | 0-6 | 3-1 | 1-4 | --- |

#### Poule scudetto
|             | SKO | ViD | RAF | STA | Ams | Vai |
| ----------- | --- | --- | --- | --- | --- | --- |
| Skonto      | --- | 4-0 | 5-1 | 8-1 | 2-1 | 8-0 |
| Vilan-D     | 0-2 | --- | 0-0 | 3-0 | 2-0 | 2-0 |
| RAF Jelgava | 1-2 | 0-1 | --- | 1-0 | 1-1 | 0-1 |
| Starts      | 1-4 | 0-1 | 3-0 | --- | 0-1 | 1-1 |
| Amstrig     | 2-2 | 1-2 | 1-1 | 5-1 | --- | 3-0 |
| Vairogs     | 0-3 | 1-3 | 1-2 | 1-3 | 2-6 | --- |

#### Poule retrocessione
|               | S/M | DAG | Oli | Kva |
| ------------- | --- | --- | --- | --- |
| Skonto/Metals | --- | 1-2 | 7-1 | 1-5 |
| DAG-Liepaja   | 1-0 | --- | 3-1 | 0-2 |
| Olimpia       | 0-2 | 1-1 | --- | 2-2 |
| Kvadrats      | 0-1 | 1-0 | 2-1 | --- |

### Classifica cannonieri
| Gol |  |  | Giocatore             | Squadra         |
| --- |  |  | --------------------- | --------------- |
| 19  |  |  | Vitālijs Astafjevs    | Skonto          |
| 16  |  |  | Sergej Dulub          | Vairogs Rēzekne |
| 14  |  |  | Vladimirs Babičevs    | Skonto          |
| 11  |  |  | Aleksandrs Jeļisejevs | Skonto          |
| 11  |  |  | Mihails Miholaps      | Amstrig Rīga    |